# Charlotte von Kirschbaum
Charlotte von Kirschbaum (Ingolstadt, 25 de junio de 1899-Riehen, 24 de julio de 1975) fue una teóloga alemana, discípula, compañera y principal colaboradora de Karl Barth, contribuyó directamente en varias de sus obras académicas.

## Biografía
Charlotte von Kirschbaum era hija única del General Maximilian von Kirschbaum y su esposa, de soltera baronesa von Bruck. Su padre reconoció tempranamente el talento de Charlotte, pero la pobreza que vivieron durante la Primera Guerra Mundial, produjo un serio deterioro de la salud de Charlotte. Esto se agravó con la muerte de su padre en la Primera Guerra Mundial.
Inició estudios en la Escuela de Enfermería de Múnich, donde el pastor Georg Merz descubrió el interés de la joven enfermera en la teología.
Después de guiarla en la Iglesia Luterana, Merz la introdujo en el círculo intelectual que había reunido a su alrededor en Múnich, que incluía a Thomas Mann. También fue Merz, quien por entonces era editor de "Zwischen den Zeiten" y padrino de uno de los hijos de Barth, el que la llevó, en 1924, a oír una conferencia de Barth, y quien se la presentó. Barth les invitó a los dos a visitar su retiro de verano, el "Bergli", en las montañas con vistas al lago de Zúrich.
Merz y von Kirschbaum fueron al Bergli ese verano y regresaron al siguiente, y von Kirschbaum causó tan buena impresión que fue atraída al círculo de amigos teológicos que pasaban los veranos en el chalet. El pastor Eduard Thurneysen se interesó en continuar su educación. Ruedi Pestalozzi, hombre de negocios adinerado, le pagó para recibir capacitación como secretaria, y luego se convirtió en asistente social en Siemens, una gran empresa de electrónica en Núremberg.
En octubre de 1925, Barth cambió de profesor universitario de Gotinga  a Münster. Su esposa y su familia se quedaron allí hasta encontrar una residencia adecuada. En febrero de 1926, von Kirschbaum visitó a Barth durante un mes en Münster, poco antes de que se reuniera con la familia, mientras aún vivía solo. Barth tenía 39 años, había estado casado con Nelly (entonces tenía 32 años) durante casi 13 años y tenía cinco hijos pequeños; y no era un matrimonio particularmente feliz. corrección, y que desde ese momento se comprometió a hacer todo lo posible para avanzar su trabajo teológico.
Barth pasó un año sabático en el Bergli en el verano de 1929, con von Kirschbaum a su lado como su ayudante, y tras el verano ambos se unieron al resto de la familia para vivir todos juntos hasta 1964.
Charlotte von Kirschbaum fue indispensable para el desarrollo del trabajo de Barth. Durante los años de guerra y posguerra, los dos colegas trabajaron con refugiados de varios países con pasión y sacrificio. Como miembro de la organización "Alemania libre" en Suiza, Charlotte pudo hacer muchas cosas valiosas en silencio. En Francia, en 1949, dio cuatro conferencias sobre el testimonio bíblico de las mujeres. El folleto "La mujer real" (Die wirkliche Frau) fue el resultado de su propio trabajo sobre la enseñanza evangélica de las mujeres.
Charlotte enfermó de alzheimer y fue ingresada en un hospital, donde murió en el año 1975.
Tras su muerte fue enterrada, el 28 de julio de 1975, en el cementerio Hörnli de Basilea, junto a Barth, tal y como este deseaba.